# Warfstermolen
Warfstermolen (en frison : Warfstermûne, en kollumerlandais Warfstermeul) est un village de la commune néerlandaise de Noardeast-Fryslân, situé dans la province de Frise.

## Géographie
Le village est situé à 6 km au nord-est de Kollum, à la limite avec la province de Groningue.

## Histoire
Warfstermolen fait partie de la commune de Kollumerland en Nieuwkruisland avant le 1er janvier 2019, où celle-ci est supprimée et fusionnée avec Dongeradeel et Ferwerderadiel pour former la nouvelle commune de Noardeast-Fryslân.

## Démographie
Le 1er janvier 2018, le village comptait 200 habitants.